# Julián Kmet
Julián Kmet (ur. 27 lutego 1977 w Lanús, w prowincji Buenos Aires) – argentyński piłkarz pochodzenia ukraińskiego, grający na pozycji lewego pomocnika.

## Kariera piłkarska

### Kariera klubowa
Wychowanek klubu Lanús, w którym rozpoczął karierę piłkarską. W 1998 wyjechał do Portugalii, gdzie został piłkarzem Sporting CP, ale rozegrał tylko 1 mecz i w następnym roku powrócił do Lanús. Od 2001 występował w argentyńskich klubach Nueva Chicago, Estudiantes La Plata, Newell’s Old Boys, Gimnasia y Esgrima, Argentinos Juniors, Gimnasia y Esgrima i Ferro Carril Oeste. W 2008 przeszedł do cypryjskiego APOP Kinyras Peyias.